# Marco Bernacci
Marco Bernacci (Cesena, 15 december 1983) is een Italiaanse voetballer (aanvaller) die sinds 2008 voor de Italiaanse eersteklasser Bologna FC uitkomt. Voordien speelde hij onder andere voor AC Cesena en Ascoli Calcio.

## Carrière
| seizoen   | club          | land   | competitie       | wed. | goals |
| --------- | ------------- | ------ | ---------------- | ---- | ----- |
|           | AC Cesena     | Italië | jeugd            |      |       |
| 2001-2006 | AC Cesena     | Italië | Serie C1/Serie B | 117  | 26    |
| 2006-2007 | AC Mantova    | Italië | Serie B          | 30   | 6     |
| 2007-2008 | Ascoli Calcio | Italië | Serie B          | 33   | 15    |
| 2008-nu   | Bologna FC    | Italië | Serie A          | 9    | 1     |